# Jessi Combs
Jessi Combs (27. července 1980 Rockerville – 27. srpna 2019 Alvord Desert) byla americká profesionální závodnice, televizní osobnost a výrobkyně kovů. V roce 2013 vytvořila ženský rekord v pozemní rychlosti (na čtyřech kolech), který sama překonala v roce 2016.
V letech 2005–2009 byla moderátorkou pořadu Xtreme 4x4 televize SpikeTV. Objevila se také v seriálu Bořiči mýtů.
Zemřela při pokusu překonat svůj rychlostní rekord, kdy u jejího závodního auta na proudový pohon došlo k poruše předního kola. Tento nový rekord v pozemní rychlosti jí byl přiznám posmrtně Guinnessovými světovými rekordy v červnu 2020.